# 월드 시리즈의 우승 팀 목록
다음은 월드 시리즈 역대 우승 팀 목록이다.

## 우승 팀

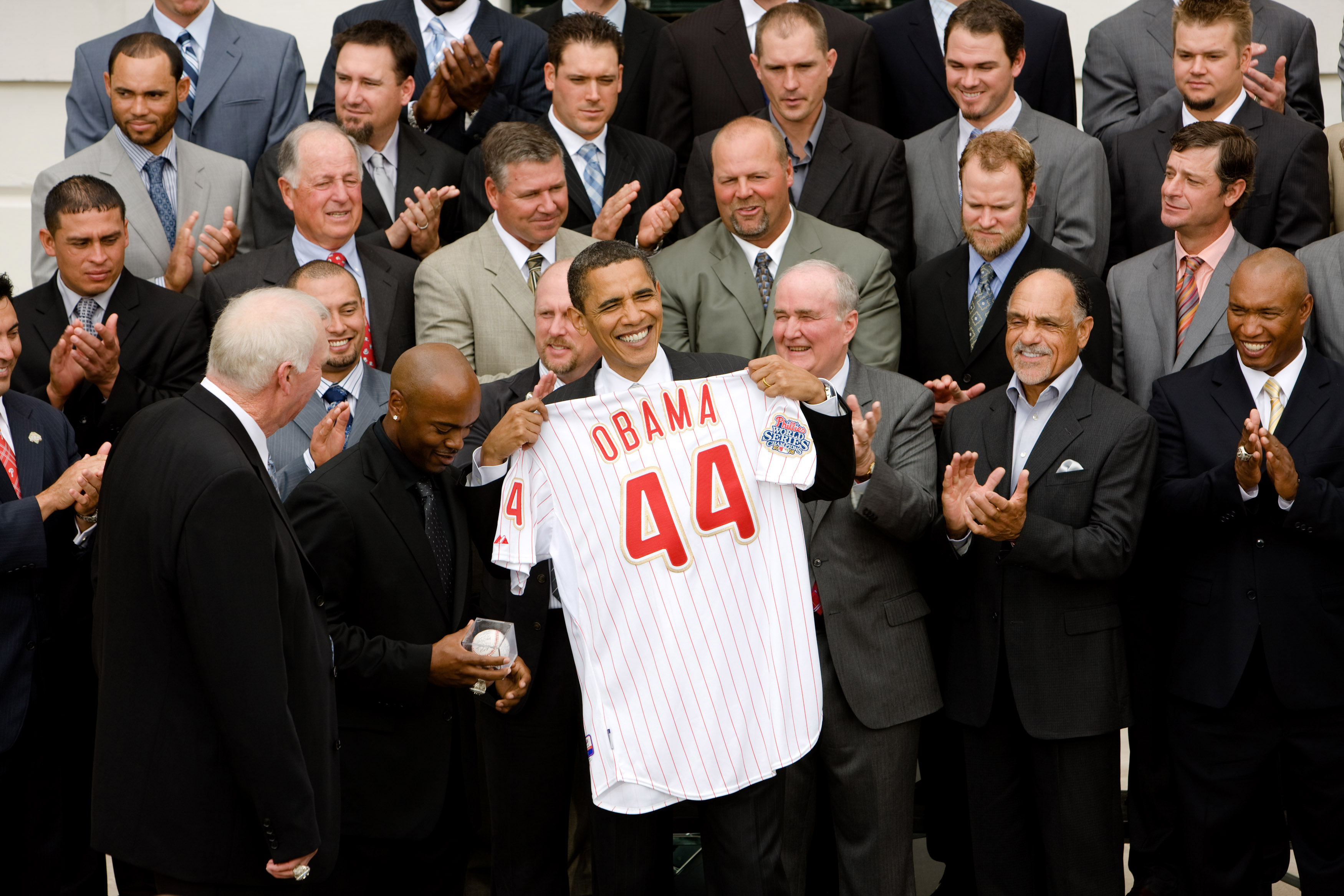
2008년 월드 시리즈―우승한 필라델피아 필리스 팀원들이 버락 오바마 대통령과 만나, 월드 시리즈 우승 팀이 백악관을 방문하는 전통을 이어갔다.

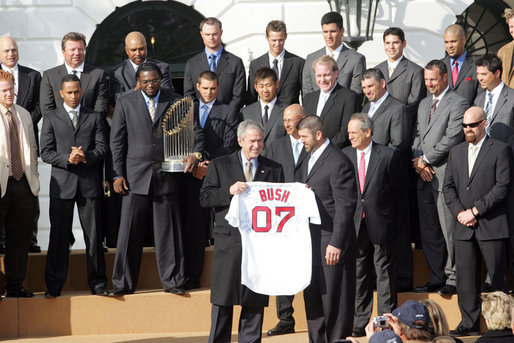
2007년 시즌 보스턴 레드삭스 팀원들과 대통령 조지 W. 부시.

| 연도   | 우승 팀                                                   | 우승 감독                                                 | 우승 리그                                                 | 경기 결과                                                 | 준우승 팀                                                 | 준우승 감독                                               | 준우승 리그                                               |
| ------ | --------------------------------------------------------- | --------------------------------------------------------- | --------------------------------------------------------- | --------------------------------------------------------- | --------------------------------------------------------- | --------------------------------------------------------- | --------------------------------------------------------- |
| 1903년 | 보스턴 아메리칸스                                         | 지미 콜린스                                               | AL                                                        | 5–3                                                       | 피츠버그 파이리츠                                         | 프레드 클라크                                             | NL                                                        |
| 1904년 | 이 해에는 월드 시리즈가 개최되지 않았다.                  | 이 해에는 월드 시리즈가 개최되지 않았다.                  | 이 해에는 월드 시리즈가 개최되지 않았다.                  | 이 해에는 월드 시리즈가 개최되지 않았다.                  | 이 해에는 월드 시리즈가 개최되지 않았다.                  | 이 해에는 월드 시리즈가 개최되지 않았다.                  | 이 해에는 월드 시리즈가 개최되지 않았다.                  |
| 1905년 | 뉴욕 자이언츠                                             | 존 맥그로                                                 | NL                                                        | 4–1                                                       | 필라델피아 애슬레틱스                                     | 코니 맥                                                   | AL                                                        |
| 1906년 | 시카고 화이트삭스                                         | 필더 존스                                                 | AL                                                        | 4–2                                                       | 시카고 컵스                                               | 프랑크 챈스                                               | NL                                                        |
| 1907년 | 시카고 컵스                                               | 프랑크 챈스                                               | NL                                                        | 4–0 (1)                                                   | 디트로이트 타이거즈                                       | 휴이 제닝스                                               | AL                                                        |
| 1908년 | 시카고 컵스                                               | 프랑크 챈스                                               | NL                                                        | 4–1                                                       | 디트로이트 타이거즈                                       | 휴이 제닝스                                               | AL                                                        |
| 1909년 | 피츠버그 파이리츠                                         | 프레드 클라크                                             | NL                                                        | 4–3                                                       | 디트로이트 타이거즈                                       | 휴이 제닝스                                               | AL                                                        |
| 1910년 | 필라델피아 애슬레틱스                                     | 코니 맥                                                   | AL                                                        | 4–1                                                       | 시카고 컵스                                               | 프랑크 챈스                                               | NL                                                        |
| 1911년 | 필라델피아 애슬레틱스                                     | 코니 맥                                                   | AL                                                        | 4–2                                                       | 뉴욕 자이언츠                                             | 존 맥그로                                                 | NL                                                        |
| 1912년 | 보스턴 레드삭스                                           | 제이크 스탈                                               | AL                                                        | 4–3 (1)                                                   | 뉴욕 자이언츠                                             | 존 맥그로                                                 | NL                                                        |
| 1913년 | 필라델피아 애슬레틱스                                     | 코니 맥                                                   | AL                                                        | 4–1                                                       | 뉴욕 자이언츠                                             | 존 맥그로                                                 | NL                                                        |
| 1914년 | 보스턴 브레이브스                                         | 조지 스털링스                                             | NL                                                        | 4–0                                                       | 필라델피아 애슬레틱스                                     | 코니 맥                                                   | AL                                                        |
| 1915년 | 보스턴 레드삭스                                           | 빌 캐리건                                                 | AL                                                        | 4–1                                                       | 필라델피아 필리스                                         | 팻 모런                                                   | NL                                                        |
| 1916년 | 보스턴 레드삭스                                           | 빌 캐리건                                                 | AL                                                        | 4–1                                                       | 브루클린 로빈스                                           | 윌버트 로빈슨                                             | NL                                                        |
| 1917년 | 시카고 화이트삭스                                         | 팬츠 롤런드                                               | AL                                                        | 4–2                                                       | 뉴욕 자이언츠                                             | 존 맥그로                                                 | NL                                                        |
| 1918년 | 보스턴 레드삭스                                           | 에드 배로                                                 | AL                                                        | 4–2                                                       | 시카고 컵스                                               | 프레드 미첼                                               | NL                                                        |
| 1919년 | 신시내티 레즈                                             | 팻 모런                                                   | NL                                                        | 5–3                                                       | 시카고 화이트삭스                                         | 키드 글리슨                                               | AL                                                        |
| 1920년 | 클리블랜드 인디언스                                       | 트리스 스피커                                             | AL                                                        | 5–2                                                       | 브루클린 로빈스                                           | 윌버트 로빈슨                                             | NL                                                        |
| 1921년 | 뉴욕 자이언츠                                             | 존 맥그로                                                 | NL                                                        | 5–3                                                       | 뉴욕 양키스                                               | 밀러 허긴스                                               | AL                                                        |
| 1922년 | 뉴욕 자이언츠                                             | 존 맥그로                                                 | NL                                                        | 4–0 (1)                                                   | 뉴욕 양키스                                               | 밀러 허긴스                                               | AL                                                        |
| 1923년 | 뉴욕 양키스                                               | 밀러 허긴스                                               | AL                                                        | 4–2                                                       | 뉴욕 자이언츠                                             | 존 맥그로                                                 | NL                                                        |
| 1924년 | 워싱턴 세네이터스                                         | 버키 해리스                                               | AL                                                        | 4–3                                                       | 뉴욕 자이언츠                                             | 존 맥그로                                                 | NL                                                        |
| 1925년 | 피츠버그 파이리츠                                         | 빌 맥케츠니                                               | NL                                                        | 4–3                                                       | 워싱턴 세네이터스                                         | 버키 해리스                                               | AL                                                        |
| 1926년 | 세인트루이스 카디널스                                     | 로저스 혼스비                                             | NL                                                        | 4–3                                                       | 뉴욕 양키스                                               | 밀러 허긴스                                               | AL                                                        |
| 1927년 | 뉴욕 양키스                                               | 밀러 허긴스                                               | AL                                                        | 4–0                                                       | 피츠버그 파이리츠                                         | 도니 부시                                                 | NL                                                        |
| 1928년 | 뉴욕 양키스                                               | 밀러 허긴스                                               | AL                                                        | 4–0                                                       | 세인트루이스 카디널스                                     | 빌 맥케츠니                                               | NL                                                        |
| 1929년 | 필라델피아 애슬레틱스                                     | 코니 맥                                                   | AL                                                        | 4–1                                                       | 시카고 컵스                                               | 조 맥카시                                                 | NL                                                        |
| 1930년 | 필라델피아 애슬레틱스                                     | 코니 맥                                                   | AL                                                        | 4–2                                                       | 세인트루이스 카디널스                                     | 개비 스트리트                                             | NL                                                        |
| 1931년 | 세인트루이스 카디널스                                     | 개비 스트리트                                             | NL                                                        | 4–3                                                       | 필라델피아 애슬레틱스                                     | 코니 맥                                                   | AL                                                        |
| 1932년 | 뉴욕 양키스                                               | 조 맥카시                                                 | AL                                                        | 4–0                                                       | 시카고 컵스                                               | 찰리 그림                                                 | NL                                                        |
| 1933년 | 뉴욕 자이언츠                                             | 빌 테리                                                   | NL                                                        | 4–1                                                       | 워싱턴 세네이터스                                         | 조 크로닌                                                 | AL                                                        |
| 1934년 | 세인트루이스 카디널스                                     | 프랭크 프리슈                                             | NL                                                        | 4–3                                                       | 디트로이트 타이거즈                                       | 미키 코크런                                               | AL                                                        |
| 1935년 | 디트로이트 타이거즈                                       | 미키 코크런                                               | AL                                                        | 4–2                                                       | 시카고 컵스                                               | 찰리 그림                                                 | NL                                                        |
| 1936년 | 뉴욕 양키스                                               | 조 맥카시                                                 | AL                                                        | 4–2                                                       | 뉴욕 자이언츠                                             | 빌 테리                                                   | NL                                                        |
| 1937년 | 뉴욕 양키스                                               | 조 맥카시                                                 | AL                                                        | 4–1                                                       | 뉴욕 자이언츠                                             | 빌 테리                                                   | NL                                                        |
| 1938년 | 뉴욕 양키스                                               | 조 맥카시                                                 | AL                                                        | 4–0                                                       | 시카고 컵스                                               | 개비 하트넷                                               | NL                                                        |
| 1939년 | 뉴욕 양키스                                               | 조 맥카시                                                 | AL                                                        | 4–0                                                       | 신시내티 레즈                                             | 빌 멕케츠니                                               | NL                                                        |
| 1940년 | 신시내티 레즈                                             | 빌 맥케츠니                                               | NL                                                        | 4–3                                                       | 디트로이트 타이거즈                                       | 델 베이커                                                 | AL                                                        |
| 1941년 | 뉴욕 양키스                                               | 조 맥카시                                                 | AL                                                        | 4–1                                                       | 브루클린 다저스                                           | 리오 듀로서                                               | NL                                                        |
| 1942년 | 세인트루이스 카디널스                                     | 빌리 사우스워스                                           | NL                                                        | 4–1                                                       | 뉴욕 양키스                                               | 조 맥카시                                                 | AL                                                        |
| 1943년 | 뉴욕 양키스                                               | 조 맥카시                                                 | AL                                                        | 4–1                                                       | 세인트루이스 카디널스                                     | 빌리 사우스워스                                           | NL                                                        |
| 1944년 | 세인트루이스 카디널스                                     | 빌리 사우스워스                                           | NL                                                        | 4–2                                                       | 세인트루이스 브라운스                                     | 루크 수얼                                                 | AL                                                        |
| 1945년 | 디트로이트 타이거즈                                       | 스티브 오닐                                               | AL                                                        | 4–3                                                       | 시카고 컵스                                               | 찰리 그림                                                 | NL                                                        |
| 1946년 | 세인트루이스 카디널스                                     | 에디 다이어                                               | NL                                                        | 4–3                                                       | 보스턴 레드삭스                                           | 조 크로닌                                                 | AL                                                        |
| 1947년 | 뉴욕 양키스                                               | 버키 해리스                                               | AL                                                        | 4–3                                                       | 브루클린 다저스                                           | 버트 셔튼                                                 | NL                                                        |
| 1948년 | 클리블랜드 인디언스                                       | 루 부드로                                                 | AL                                                        | 4–2                                                       | 보스턴 브레이브스                                         | 빌리 사우스워스                                           | NL                                                        |
| 1949년 | 뉴욕 양키스                                               | 케이시 스텡걸                                             | AL                                                        | 4–1                                                       | 브루클린 다저스                                           | 버트 셔튼                                                 | NL                                                        |
| 1950년 | 뉴욕 양키스                                               | 케이시 스텡걸                                             | AL                                                        | 4–0                                                       | 필라델피아 필리스                                         | 에디 소여                                                 | NL                                                        |
| 1951년 | 뉴욕 양키스                                               | 케이시 스텡걸                                             | AL                                                        | 4–2                                                       | 뉴욕 자이언츠                                             | 리오 듀로서                                               | NL                                                        |
| 1952년 | 뉴욕 양키스                                               | 케이시 스텡걸                                             | AL                                                        | 4–3                                                       | 브루클린 다저스                                           | 찰리 드레센                                               | NL                                                        |
| 1953년 | 뉴욕 양키스                                               | 케이시 스텡걸                                             | AL                                                        | 4–2                                                       | 브루클린 다저스                                           | 찰리 드레센                                               | NL                                                        |
| 1954년 | 뉴욕 자이언츠                                             | 리오 듀로서                                               | NL                                                        | 4–0                                                       | 클리블랜드 인디언스                                       | 알 로페즈                                                 | AL                                                        |
| 1955년 | 브루클린 다저스                                           | 월터 올스턴                                               | NL                                                        | 4–3                                                       | 뉴욕 양키스                                               | 케이시 스텡걸                                             | AL                                                        |
| 1956년 | 뉴욕 양키스                                               | 케이시 스텡걸                                             | AL                                                        | 4–3                                                       | 브루클린 다저스                                           | 월터 올스턴                                               | NL                                                        |
| 1957년 | 밀워키 브레이브스                                         | 프레드 하니                                               | NL                                                        | 4–3                                                       | 뉴욕 양키스                                               | 케이시 스텡걸                                             | AL                                                        |
| 1958년 | 뉴욕 양키스                                               | 케이시 스텡걸                                             | AL                                                        | 4–3                                                       | 밀워키 브레이브스                                         | 프레드 하니                                               | NL                                                        |
| 1959년 | 로스앤젤레스 다저스                                       | 월터 올스턴                                               | NL                                                        | 4–2                                                       | 시카고 화이트삭스                                         | 알 로페즈                                                 | AL                                                        |
| 1960년 | 피츠버그 파이리츠                                         | 대니 머토                                                 | NL                                                        | 4–3                                                       | 뉴욕 양키스                                               | 케이시 스텡걸                                             | AL                                                        |
| 1961년 | 뉴욕 양키스                                               | 랠프 후크                                                 | AL                                                        | 4–1                                                       | 신시내티 레즈                                             | 프레드 허친슨                                             | NL                                                        |
| 1962년 | 뉴욕 양키스                                               | 랠프 후크                                                 | AL                                                        | 4–3                                                       | 샌프란시스코 자이언츠                                     | 앨빈 다크                                                 | NL                                                        |
| 1963년 | 로스앤젤레스 다저스                                       | 월터 올스턴                                               | NL                                                        | 4–0                                                       | 뉴욕 양키스                                               | 랠프 후크                                                 | AL                                                        |
| 1964년 | 세인트루이스 카디널스                                     | 조니 킨                                                   | NL                                                        | 4–3                                                       | 뉴욕 양키스                                               | 요기 베라                                                 | AL                                                        |
| 1965년 | 로스앤젤레스 다저스                                       | 월터 올스턴                                               | NL                                                        | 4–3                                                       | 미네소타 트윈스                                           | 샘 멜레                                                   | AL                                                        |
| 1966년 | 볼티모어 오리올스                                         | 행크 바우어                                               | AL                                                        | 4–0                                                       | 로스앤젤레스 다저스                                       | 월터 올스턴                                               | NL                                                        |
| 1967년 | 세인트루이스 카디널스                                     | 레드 쇼인딘스트                                           | NL                                                        | 4–3                                                       | 보스턴 레드삭스                                           | 딕 윌리엄스                                               | AL                                                        |
| 1968년 | 디트로이트 타이거즈                                       | 메이요 스미스                                             | AL                                                        | 4–3                                                       | 세인트루이스 카디널스                                     | 레드 쇼인딘스트                                           | NL                                                        |
| 1969년 | 뉴욕 메츠                                                 | 길 호지스                                                 | NL                                                        | 4–1                                                       | 볼티모어 오리올스                                         | 얼 위버                                                   | AL                                                        |
| 1970년 | 볼티모어 오리올스                                         | 얼 위버                                                   | AL                                                        | 4–1                                                       | 신시내티 레즈                                             | 스파키 앤더슨                                             | NL                                                        |
| 1971년 | 피츠버그 파이리츠                                         | 대니 머토                                                 | NL                                                        | 4–3                                                       | 볼티모어 오리올스                                         | 얼 위버                                                   | AL                                                        |
| 1972년 | 오클랜드 애슬레틱스                                       | 딕 윌리엄스                                               | AL                                                        | 4–3                                                       | 신시내티 레즈                                             | 스파키 앤더슨                                             | NL                                                        |
| 1973년 | 오클랜드 애슬레틱스                                       | 딕 윌리엄스                                               | AL                                                        | 4–3                                                       | 뉴욕 메츠                                                 | 요기 베라                                                 | NL                                                        |
| 1974년 | 오클랜드 애슬레틱스                                       | 앨빈 다크                                                 | AL                                                        | 4–1                                                       | 로스앤젤레스 다저스                                       | 월터 올스턴                                               | NL                                                        |
| 1975년 | 신시내티 레즈                                             | 스파키 앤더슨                                             | NL                                                        | 4–3                                                       | 보스턴 레드삭스                                           | 대럴 존슨                                                 | AL                                                        |
| 1976년 | 신시내티 레즈                                             | 스파키 앤더슨                                             | NL                                                        | 4–0                                                       | 뉴욕 양키스                                               | 빌리 마틴                                                 | AL                                                        |
| 1977년 | 뉴욕 양키스                                               | 빌리 마틴                                                 | AL                                                        | 4–2                                                       | 로스앤젤레스 다저스                                       | 톰 라소다                                                 | NL                                                        |
| 1978년 | 뉴욕 양키스                                               | 밥 레몬                                                   | AL                                                        | 4–2                                                       | 로스앤젤레스 다저스                                       | 톰 라소다                                                 | NL                                                        |
| 1979년 | 피츠버그 파이리츠                                         | 척 태너                                                   | NL                                                        | 4–3                                                       | 볼티모어 오리올스                                         | 얼 위버                                                   | AL                                                        |
| 1980년 | 필라델피아 필리스                                         | 댈러스 그린                                               | NL                                                        | 4–2                                                       | 캔자스시티 로열스                                         | 짐 프레이                                                 | AL                                                        |
| 1981년 | 로스앤젤레스 다저스                                       | 톰 라소다                                                 | NL                                                        | 4–2                                                       | 뉴욕 양키스                                               | 밥 레몬                                                   | AL                                                        |
| 1982년 | 세인트루이스 카디널스                                     | 화이티 허조그                                             | NL                                                        | 4–3                                                       | 밀워키 브루어스                                           | 하비 쿠엔                                                 | AL                                                        |
| 1983년 | 볼티모어 오리올스                                         | 조 알토벨리                                               | AL                                                        | 4–1                                                       | 필라델피아 필리스                                         | 폴 오언스                                                 | NL                                                        |
| 1984년 | 디트로이트 타이거즈                                       | 스파키 앤더슨                                             | AL                                                        | 4–1                                                       | 샌디에이고 파드리스                                       | 딕 윌리엄스                                               | NL                                                        |
| 1985년 | 캔자스시티 로열스                                         | 딕 하우저                                                 | AL                                                        | 4–3                                                       | 세인트루이스 카디널스                                     | 화이티 허조그                                             | NL                                                        |
| 1986년 | 뉴욕 메츠                                                 | 데이비 존슨                                               | NL                                                        | 4–3                                                       | 보스턴 레드삭스                                           | 존 맥나마라                                               | AL                                                        |
| 1987년 | 미네소타 트윈스                                           | 톰 켈리                                                   | AL                                                        | 4–3                                                       | 세인트루이스 카디널스                                     | 휘트니 허조그                                             | NL                                                        |
| 1988년 | 로스앤젤레스 다저스                                       | 톰 라소다                                                 | NL                                                        | 4–1                                                       | 오클랜드 애슬레틱스                                       | 토니 라루사                                               | AL                                                        |
| 1989년 | 오클랜드 애슬레틱스                                       | 토니 라루사                                               | AL                                                        | 4–0                                                       | 샌프란시스코 자이언츠                                     | 로저 크레이그                                             | NL                                                        |
| 1990년 | 신시내티 레즈                                             | 루 피니엘라                                               | NL                                                        | 4–0                                                       | 오클랜드 애슬레틱스                                       | 토니 라루사                                               | AL                                                        |
| 1991년 | 미네소타 트윈스                                           | 톰 켈리                                                   | AL                                                        | 4–3                                                       | 애틀랜타 브레이브스                                       | 바비 콕스                                                 | NL                                                        |
| 1992년 | 토론토 블루제이스                                         | 시토 개스턴                                               | AL                                                        | 4–2                                                       | 애틀란타 브레이브스                                       | 바비 콕스                                                 | NL                                                        |
| 1993년 | 토론토 블루제이스                                         | 시토 개스턴                                               | AL                                                        | 4–2                                                       | 필라델피아 필리스                                         | 짐 프레고시                                               | NL                                                        |
| 1994년 | 이 해에는 1994-95 파업으로 월드 시리즈가 개최되지 않았다. | 이 해에는 1994-95 파업으로 월드 시리즈가 개최되지 않았다. | 이 해에는 1994-95 파업으로 월드 시리즈가 개최되지 않았다. | 이 해에는 1994-95 파업으로 월드 시리즈가 개최되지 않았다. | 이 해에는 1994-95 파업으로 월드 시리즈가 개최되지 않았다. | 이 해에는 1994-95 파업으로 월드 시리즈가 개최되지 않았다. | 이 해에는 1994-95 파업으로 월드 시리즈가 개최되지 않았다. |
| 1995년 | 애틀란타 브레이브스                                       | 바비 콕스                                                 | NL                                                        | 4–2                                                       | 클리블랜드 인디언스                                       | 마이크 하그로브                                           | AL                                                        |
| 1996년 | 뉴욕 양키스                                               | 조 토레                                                   | AL                                                        | 4–2                                                       | 애틀란타 브레이브스                                       | 바비 콕스                                                 | NL                                                        |
| 1997년 | 플로리다 말린스                                           | 짐 레이랜드                                               | NL                                                        | 4–3                                                       | 클리블랜드 인디언스                                       | 마이크 하그로브                                           | AL                                                        |
| 1998년 | 뉴욕 양키스                                               | 조 토레                                                   | AL                                                        | 4–0                                                       | 샌디에이고 파드리스                                       | 브루스 보치                                               | NL                                                        |
| 1999년 | 뉴욕 양키스                                               | 조 토레                                                   | AL                                                        | 4–0                                                       | 애틀란타 브레이브스                                       | 바비 콕스                                                 | NL                                                        |
| 2000년 | 뉴욕 양키스                                               | 조 토레                                                   | AL                                                        | 4–1                                                       | 뉴욕 메츠                                                 | 바비 발렌타인                                             | NL                                                        |
| 2001년 | 애리조나 다이아몬드백스                                   | 밥 브렌리                                                 | NL                                                        | 4–3                                                       | 뉴욕 양키스                                               | 조 토레                                                   | AL                                                        |
| 2002년 | 애너하임 에인절스                                         | 마이크 소시아                                             | AL                                                        | 4–3                                                       | 샌프란시스코 자이언츠                                     | 더스티 베이커                                             | NL                                                        |
| 2003년 | 플로리다 말린스                                           | 잭 맥케온                                                 | NL                                                        | 4–2                                                       | 뉴욕 양키스                                               | 조 토레                                                   | AL                                                        |
| 2004년 | 보스턴 레드삭스                                           | 테리 프랑코나                                             | AL                                                        | 4–0                                                       | 세인트루이스 카디널스                                     | 토니 라루사                                               | NL                                                        |
| 2005년 | 시카고 화이트삭스                                         | 아지 기옌                                                 | AL                                                        | 4–0                                                       | 휴스턴 애스트로스                                         | 필 가드너                                                 | NL                                                        |
| 2006년 | 세인트루이스 카디널스                                     | 토니 라루사                                               | NL                                                        | 4–1                                                       | 디트로이트 타이거즈                                       | 짐 레이랜드                                               | AL                                                        |
| 2007년 | 보스턴 레드삭스                                           | 테리 프랑코나                                             | AL                                                        | 4–0                                                       | 콜로라도 로키스                                           | 클린트 허들                                               | NL                                                        |
| 2008년 | 필라델피아 필리스                                         | 찰리 매뉴얼                                               | NL                                                        | 4–1                                                       | 탬파베이 레이스                                           | 조 매든                                                   | AL                                                        |
| 2009년 | 뉴욕 양키스                                               | 조 지라디                                                 | AL                                                        | 4–2                                                       | 필라델피아 필리스                                         | 찰리 매뉴얼                                               | NL                                                        |
| 2010년 | 샌프란시스코 자이언츠                                     | 브루스 보치                                               | NL                                                        | 4–1                                                       | 텍사스 레인저스                                           | 론 워싱턴                                                 | AL                                                        |
| 2011년 | 세인트루이스 카디널스                                     | 토니 라루사                                               | NL                                                        | 4–3                                                       | 텍사스 레인저스                                           | 론 워싱턴                                                 | AL                                                        |
| 2012년 | 샌프란시스코 자이언츠                                     | 브루스 보치                                               | NL                                                        | 4–0                                                       | 디트로이트 타이거스                                       | 짐 레이랜드                                               | AL                                                        |
| 2013년 | 보스턴 레드삭스                                           | 존 패럴                                                   | AL                                                        | 4–2                                                       | 세인트루이스 카디널스                                     | 마이크 매서니                                             | NL                                                        |
| 2014년 | 샌프란시스코 자이언츠                                     | 브루스 보치                                               | NL                                                        | 4–3                                                       | 캔자스시티 로열스                                         | 네드 요스트                                               | AL                                                        |
| 2015년 | 캔자스시티 로열스                                         | 네드 요스트                                               | AL                                                        | 4–1                                                       | 뉴욕 메츠                                                 | 테리 콜린스                                               | NL                                                        |
| 2016년 | 시카고 컵스                                               | 조 매든                                                   | NL                                                        | 4-3                                                       | 클리블랜드 인디언스                                       | 테리 프랑코나                                             | AL                                                        |
| 2017년 | 휴스턴 애스트로스                                         | A. J. 힌치                                                | AL                                                        | 4-3                                                       | 로스앤젤레스 다저스                                       | 데이브 로버츠                                             | NL                                                        |
| 2018년 | 보스턴 레드삭스                                           | 알렉스 코라                                               | AL                                                        | 4-1                                                       | 로스앤젤레스 다저스                                       | 데이브 로버츠                                             | NL                                                        |
| 2019년 | 워싱턴 내셔널스                                           | 데이브 마르티네스                                         | NL                                                        | 4-3                                                       | 휴스턴 애스트로스                                         | A. J. 힌치                                                | AL                                                        |
| 2020년 | 로스앤젤레스 다저스                                       | 데이브 로버츠                                             | NL                                                        | 4-2                                                       | 탬파베이 레이스                                           | 케빈 캐시                                                 | AL                                                        |
| 2021년 | 애틀랜타 브레이브스                                       | 브라이언 스닛커                                           | NL                                                        | 4-2                                                       | 휴스턴 애스트로스                                         | 더스티 베이커                                             | AL                                                        |
| 2022년 | 휴스턴 애스트로스                                         | 더스티 베이커                                             | AL                                                        | 4-2                                                       | 필라델피아 필리스                                         | 롭 톰슨                                                   | NL                                                        |
| 2023년 | 텍사스 레인저스                                           | 브루스 보치                                               | AL                                                        | 4-1                                                       | 애리조나 다이아몬드백스                                   | 토리 로불로                                               | NL                                                        |
| 2024년 | 로스앤젤레스 다저스                                       | 데이브 로버츠                                             | NL                                                        | 4-1                                                       | 뉴욕 양키스                                               | 에런 분                                                   | AL                                                        |

### 구단별 우승 횟수

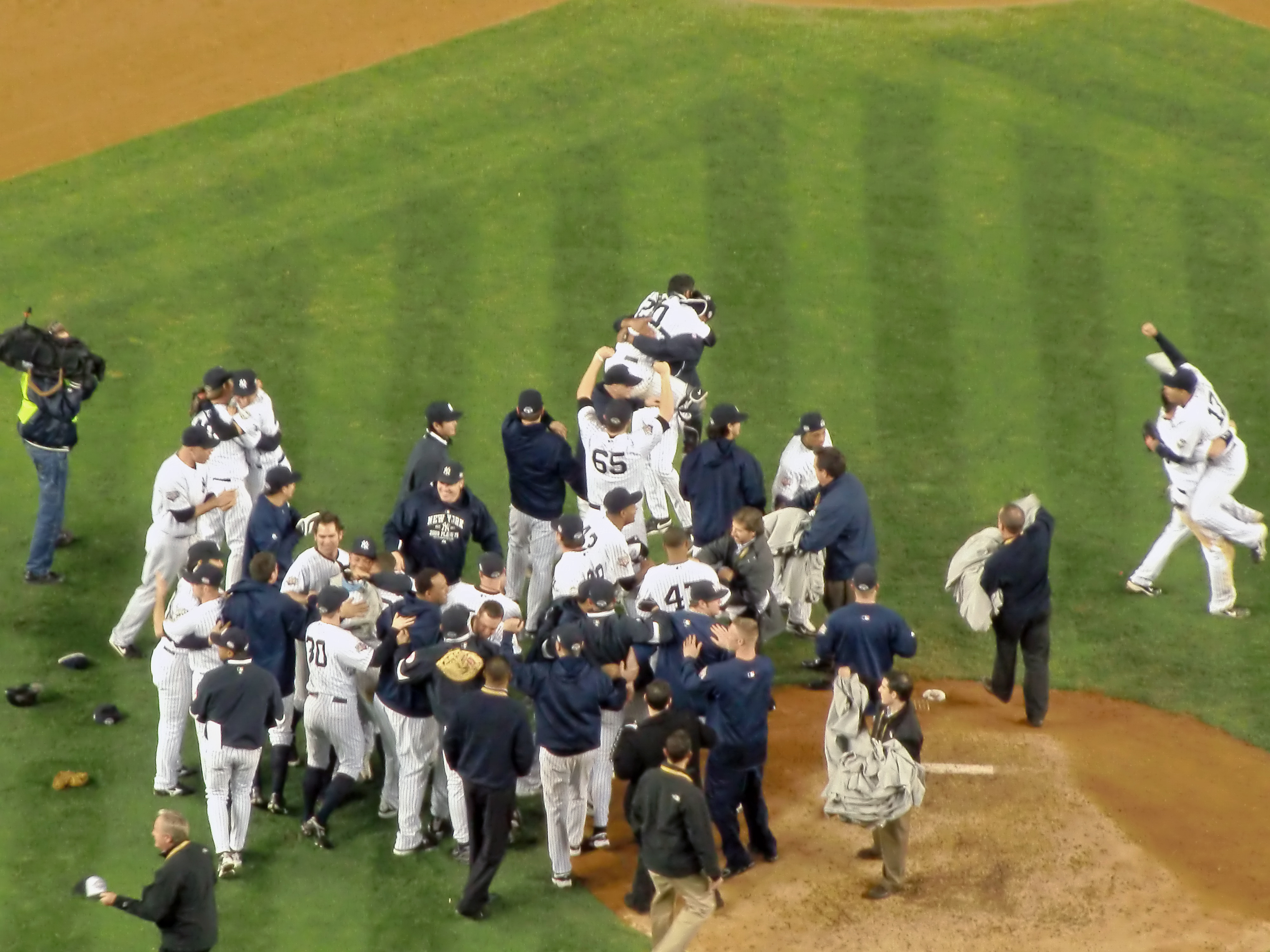
2009년 월드 시리즈 우승을 자축하는 뉴욕 양키스 일원. 양키스는 40번 월드 시리즈에 진출해서, 27 회 우승하고 13 회 준우승을 했는데, 모두 최다 기록이다.

| 시리즈 진출 | 팀                      | 리그  | 우승 | 준우승 | 승률 % | 최근 우승 |      |
| ----------- | ----------------------- | ----- | ---- | ------ | ------ | --------- | ---- |
| 40          | 뉴욕 양키스             | AL    | 27   | 14     | .675   | 2009      |      |
| 19          | 세인트루이스 카디널스   | NL    | 11   | 8      | .579   | 2011      |      |
| 14          | 오클랜드 애슬레틱스     | AL    | 9    | 5      | .642   | 1989      |      |
| 13          | 보스턴 레드삭스         | AL    | 9    | 4      | .692   | 2018      |      |
| 20          | 샌프란시스코 자이언츠   | NL    | 8    | 12     | .400   | 2014      |      |
| 21          | 로스앤젤레스 다저스     | NL    | 8    | 14     | .333   | 2020      | 2024 |
| 9           | 신시내티 레즈           | NL    | 5    | 4      | .556   | 1990      |      |
| 7           | 피츠버그 파이리츠       | NL    | 5    | 2      | .714   | 1979      |      |
| 11          | 디트로이트 타이거스     | AL    | 4    | 7      | .364   | 1984      |      |
| 11          | 시카고 컵스             | NL    | 3    | 8      | .273   | 2016      |      |
| 10          | 애틀랜타 브레이브스     | NL    | 4    | 6      | .400   | 2021      |      |
| 7           | 볼티모어 오리올스       | AL    | 3    | 4      | .428   | 1983      |      |
| 6           | 미네소타 트윈스         | AL    | 3    | 3      | .500   | 1991      |      |
| 5           | 시카고 화이트삭스       | AL    | 3    | 2      | .600   | 2005      |      |
| 7           | 필라델피아 필리스       | NL    | 2    | 5      | .286   | 2008      |      |
| 6           | 클리블랜드 인디언스     | AL    | 2    | 4      | .333   | 1948      |      |
| 5           | 뉴욕 메츠               | NL    | 2    | 3      | .400   | 1986      |      |
| 4           | 캔자스시티 로열스       | AL    | 2    | 2      | .500   | 2015      |      |
| 3           | 텍사스 레인저스         | AL    | 1    | 2      | .333   | 2023      |      |
| 2           | 마이애미 말린스         | NL    | 2    | 0      | 1.000  | 2003      |      |
| 2           | 토론토 블루제이스       | AL    | 2    | 0      | 1.000  | 1993      |      |
| 5           | 휴스턴 애스트로스       | AL/NL | 2    | 3      | .250   | 2022      |      |
| 1           | 로스앤젤레스 에인절스   | AL    | 1    | 0      | 1.000  | 2002      |      |
| 1           | 워싱턴 내셔널스         | NL    | 1    | 0      | 1.000  | 2019      |      |
| 2           | 애리조나 다이아몬드백스 | NL    | 1    | 1      | .500   | 2001      |      |
| 2           | 샌디에이고 파드리스     | NL    | 0    | 2      | .000   | —         |      |
| 2           | 탬파베이 레이스         | AL    | 0    | 2      | .000   | —         |      |
| 1           | 콜로라도 로키스         | NL    | 0    | 1      | .000   | —         |      |
| 1           | 밀워키 브루어스         | AL/NL | 0    | 1      | .000   | —         |      |
| 0           | 시애틀 매리너스         | AL    | 0    | 0      | —      | —         |      |